# Roger Thabault
Roger Thabault, né le 19 mai 1895 à Mazières-en-Gâtine (Deux-Sèvres) et mort le 2 mai 1979 à Neuilly-sur-Seine est un pédagogue français connu pour un ouvrage de sociologie.

## Biographie
Le père de Roger Thabault était sabotier avant de devenir grainetier.
Après ses études primaires à l'école de garçons de Mazières-en-Gâtine, Roger Thabault entre à l'école primaire supérieure de Parthenay puis à l'École normale supérieure de Saint-Cloud. Réformé en 1914, il est nommé instituteur adjoint à Secondigny puis est muté à l'école primaire supérieure de Parthenay en 1915.
Après la Première Guerre mondiale il enseigne à l'école normale de Parthenay et devient en 1923 inspecteur primaire à Montluçon.
En 1929, il est nommé directeur de l'Enseignement primaire européen et israélite au Maroc. En 1941, il manifeste son opposition à la politique antisémite du régime de Vichy et est rappelé en France.
À la Libération, il est nommé inspecteur d'académie à Bordeaux, puis occupe au Maroc le poste de directeur général de l'Enseignement de 1945 à 1955.
De retour en France, il remplit au ministère de l'Éducation nationale jusqu'à sa retraite en 1965 les fonctions d'inspecteur général. Pour faire face aux difficultés pédagogiques suscitées par la démocratisation de l'enseignement primaire, il propose des solutions qui vont faire de lui le père des « classes de transition » (cf. Bibliographie).

## Les écrits de Roger Thabault
Roger Thabault est l'auteur de plusieurs manuels scolaires, de nombreux rapports et études, mais son œuvre la plus remarquable est une monographie sur Mazières-en-Gâtine, Mon village.
Paru en 1944, ce livre retrace d'une manière très novatrice l'évolution et les profondes transformations qu'a connues ce bourg au tournant du XXe siècle. À travers l'histoire de Mazières-en-Gâtine, et plus particulièrement celle de son école, on découvre les transformations économiques et sociales du monde rural français à la fin du XIXe siècle à l'âge industriel, l'enracinement des idées républicaines, la régression de la foi catholique remplacée par la croyance au progrès. La modernité qui fait irruption dans ce petit village l’introduit véritablement dans une nouvelle civilisation.
Cet ouvrage, considéré par les historiens comme un modèle du genre, demeure aujourd'hui encore un ouvrage de référence. 
Michel Bertrand, instituteur à Mazières-en-Gâtine pendant 28 ans, en a donné une suite, sous le titre Une commune rurale, Mazières-en-Gâtine, Deux-Sèvres, quarante ans d'évolution (1914-1954) (CRDP, 1985).

## Liens
- Site internet des Presses de Sciences Politiques
- Résumé de Mon village, ses hommes, ses routes, son école
- Article Wikipedia sur la ville de Guîtres